# Dušan Saviḱ
Dušan Saviḱ (in macedone Душан Савиќ?; Niš, 1º ottobre 1985) è un ex calciatore macedone, di ruolo attaccante.

## Carriera

### Nazionale
Tra il 2007 ed il 2013 ha giocato complessivamente 9 partite in nazionale.

## Palmarès

### Club

#### Competizioni nazionali
- Coppa di Macedonia: 1

Rabotnički: 2008-2009
- Coppa d'Uzbekistan: 1

Paxtakor: 2011